# The Rolling Stones Rock and Roll Circus
The Rolling Stones Rock and Roll Circus è un album dal vivo (con allegato il video delle esibizioni) dei Rolling Stones insieme ad altri gruppi musicali, pubblicato nel 1996, ma risalente al 1968 registrato agli Intertel TV Studios di Londra. È stato il primo album del gruppo a non essere pubblicato anche in vinile ma solo su compact disc.

## Formazioni
Rolling Stones
- Mick Jagger - voce e armonica a bocca
- Keith Richards - chitarra
- Brian Jones - chitarra e maracas
- Bill Wyman - basso
- Charlie Watts - batteria

con
- Nicky Hopkins - pianoforte
- Rocky Dijon - percussioni

Jethro Tull
- Ian Anderson - voce, flauto
- Tony Iommi - chitarra (in realtà la traccia sonora è quella della versione su disco, suonata da Mick Abrahams)
- Glenn Cornick - basso, armonica a bocca
- Clive Bunker - batteria

The Who
- Roger Daltrey - voce
- Pete Townshend - chitarra, cori
- John Entwistle - basso, cori
- Keith Moon - batteria

Taj Mahal
- Taj Mahal - voce
- Jesse Ed Davis - chitarra
- Gary Gilmore - basso
- Chuck Blackwell - batteria

Marianne Faithfull
- Marianne Faithfull - voce

Dirty Mac
- John Lennon - voce, chitarra
- Eric Clapton - chitarra
- Keith Richards - basso
- Mitch Mitchell - batteria

Yoko Ono & Ivry Gitlis con Dirty Mac
- Yōko Ono - voce
- Ivry Gitlis - violino

## Tracce
1. "Mick Jagger's Introduction of Rock and Roll Circus" – 0:25
2. Entry of the Gladiators (Julius Fučík) – 0:55
3. "Mick Jagger's Introduction of Jethro Tull" – 0:11
4. "Keith Richards's introduction of The Who" – 0:07
  - Suonata dai Jethro Tull
5. Song for Jeffrey (Ian Anderson) – 3:26
  - Suonata dagli Who
6. A Quick One While He's Away (Pete Townshend) – 7:33
7. Over the Waves (Juventino Rosas) – 0:45
  - Suonata da Taj Mahal
8. Ain't That A Lot Of Love (Homer Banks/Willia Dean Parker) – 3:48
  - Cantata da Marianne Faithfull
9. "Charlie Watts's Introduction of Marianne Faithfull" – 0:06
10. Something Better (Gerry Goffin/Barry Mann) – 2:32
  - Suonata dai The Dirty Mac
11. "Mick Jagger's and John Lennon's Introduction of The Dirty Mac" – 1:05
12. Yer Blues (Lennon/McCartney) – 4:27
13. Whole Lotta Yoko (Yōko Ono) – 4:49
  - Suonata da Yōko Ono e Ivry Gitlis con i The Dirty Mac
14. "John Lennon's Introduction of The Rolling Stones"/Jumpin' Jack Flash – 3:35 (Jagger/Richards)
15. Parachute Woman – 2:59 (Jagger/Richards)
16. No Expectations – 4:13 (Jagger/Richards)
17. You Can't Always Get What You Want – 4:24 (Jagger/Richards)
18. Sympathy for the Devil – 8:49 (Jagger/Richards)
19. Salt of The Earth – 4:57 (Jagger/Richards)